# 青岛市邮电局办公楼
青岛市邮电局办公楼位于中华人民共和国山东省青岛市市南区安徽路5-1号，胶澳皇家邮政局旧址北侧、安徽路湖南路路口处，建于1979-1982年，最初为青岛市邮电局、市话八分局办公楼及邮电营业楼，现为中国联通安徽路营业厅。

## 历史

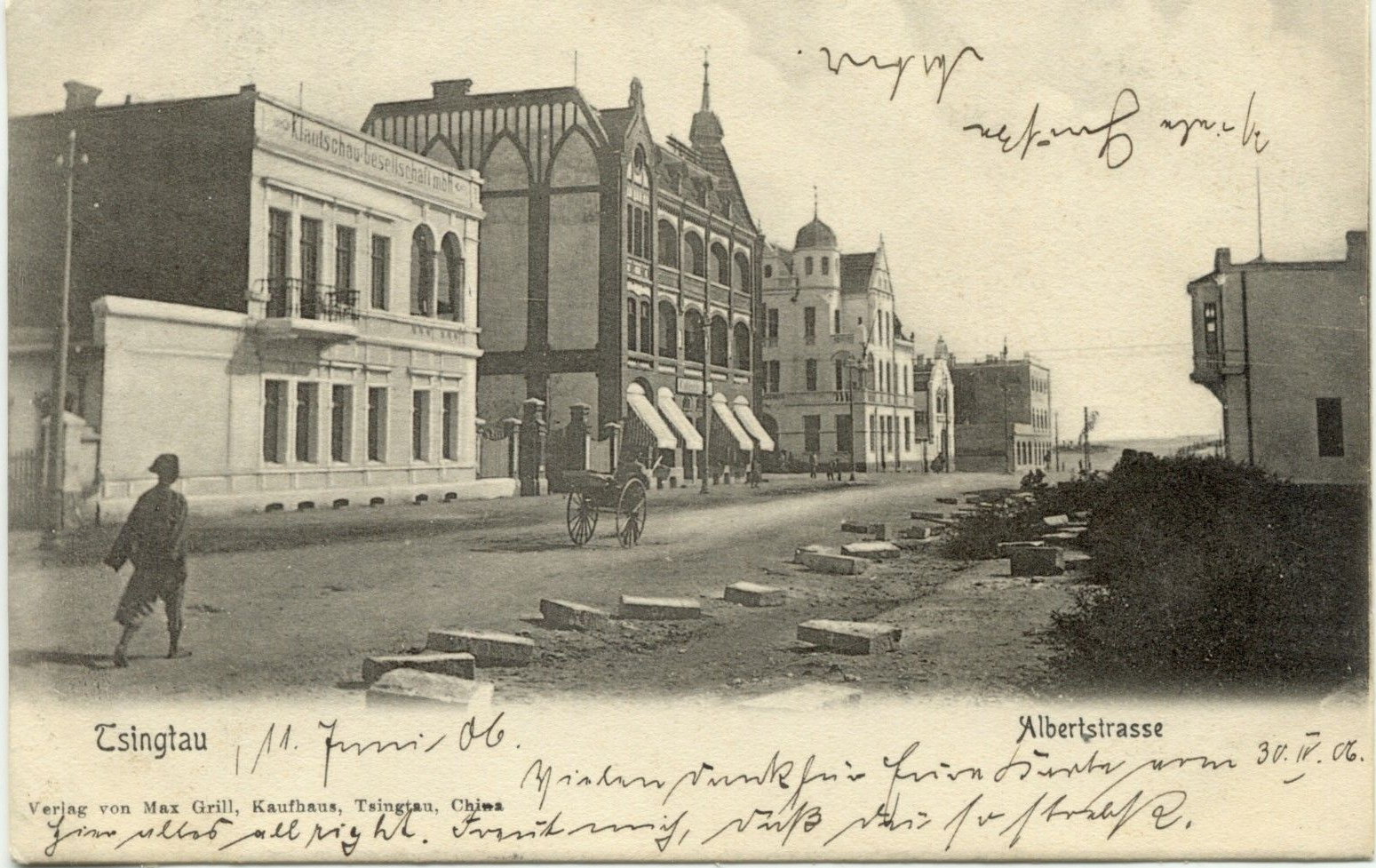
1900年代初的安徽路，左侧为罗达利洋行与邮局大楼，右侧为德基洋行，中央远处为博德维希商业大楼与克里本多夫饭店

青岛市邮电局办公楼原址最初为罗达利洋行（Kiautschau-Gesellschaft mbH.）行址。约1899至1900年间，罗达利洋行在阿尔贝特街（Albertstraße，今安徽路）建设行址，为一栋砖木结构、两层附设地下室的建筑，广包公司（F. H. Schmidt）承建。1900至1901年间，罗达利洋行在行址南侧，海因里希亲王街（Prinz-Heinrich-Straße，今广西路）、阿尔贝特街与提尔皮茨街（Tirpitzstraße，今莒县路）路口处建设三层大楼，同由广包公司承建，并将其租予胶澳皇家邮政局作为邮局营业厅及宿舍。罗达利洋行约1905至1907年间消失于文献记载。1910年11月22日，邮局将该地块连同两座建筑一并购买。
1943年，华北电信电话股份有限公司青岛电报电话总局在此处建设市话南分局924平方米，计划安装800门自动电话交换机，机房建成后因机器在海运途中被炸而未实现。
1951年8月1日青岛邮电局成立时办公地址在中山路42号原邮政储金汇业局青岛分局办公楼，1958年1月迁至堂邑路青岛邮便局旧址，1962年8月30日迁至广西路胶澳皇家邮局旧址。
1979年11月，青岛市邮电局办公楼暨市话八分局开工，1982年3月装机，同年5月竣工。10月30日，市话八分局4240门纵横制自动电话交换机开通使用，八分局遂成为当时全市装机容量最大的市话分局。整座建筑面积5252平方米，其中市话用房3480平方米。建设耗资230.7万元（其中市话用房费用152.66万元），市话机械设备207.9万元，线路扩充投资200.4万元，总计639万元。费用由山东省邮电管理局投资165万元，地方投资105万元，用户集资159万元，自筹资金210万元。施工单位为青岛市第一建筑公司。该楼被青岛市人民政府评为全优工程。在1982年全省全优工程检查评比中，该楼工程被山东省建筑工程局评为样板工程。
1986年8月3日，青岛市邮电局在该楼内的广西路邮电支局开设邮政储蓄业务，为青岛市改革开放后首次开办。1998年邮电体制改革期间，青岛市邮电局拆分为邮政局与电信局，该楼划归青岛市电信局。此后先后为山东省电信公司青岛市分公司、中国网通青岛市分公司所使用。2008年中国网通与中国联通合并后由中国联通使用至今。现为中国联通青岛分公司安徽路营业厅。